# Ne réveillez pas un flic qui dort
Pour plus de détails, voir Fiche technique et Distribution.
Ne réveillez pas un flic qui dort est un film français réalisé par José Pinheiro, sorti en 1988.

## Synopsis
La nuit, un nombre considérable de trafiquants de drogues, de proxénètes, pédophiles et autres gangsters libérés faute de preuves sont assassinés avec une grande cruauté. Le massacre est l'œuvre d'une organisation secrète, Fidélité de la police, que le commissaire principal Roger Scatti (Michel Serrault) a mis vingt ans à construire au sein de la police. Son but est, selon son chef, d'être la meilleure « machine de guerre » « contre la pègre et le communisme », « comme en Argentine ».
Le lendemain, le commissaire divisionnaire Grindel (Alain Delon) — aidé de ses adjoints Lutz (Xavier Deluc) et Péret (Patrick Catalifo) — est chargé de l'enquête. Contrairement à beaucoup de ses collègues qui sont plutôt joyeux de voir la ville débarrassée de criminels, Grindel, lui, « préfère voir les truands aux Assises ».
Au cours de son enquête, Grindel voit les témoins et les informateurs être éliminés méthodiquement. Il s'aperçoit que les tueurs profitent de sympathies, voire de complicités, au sein de la police, et même parmi ses plus proches collaborateurs. Il va comprendre ensuite que le mystérieux réseau est encore plus étendu et plus puissant qu'il ne l'imaginait.

## Fiche technique
- Titre : Ne réveillez pas un flic qui dort
- Réalisation : José Pinheiro
- Scénario : Alain Delon, José Pinheiro et Frédéric H. Fajardie, d'après le roman de Frédéric H. Fajardie : Clause de style
- Production : Alain Delon et Jacques Bar
- Sociétés de production : Cité Films, Leda Productions et TF1 Films Productions
- Musique : Pino Marchese
- Photographie : Richard Andry et Raoul Coutard
- Montage : Jennifer Augé
- Distribution des rôles : Lissa Pillu
- Création des décors : Théobald Meurisse
- Décor : Philippe Jeanjean
- Création des costumes : Marie-Françoise Perochon
- Maquillage : Paul Le Marinel et Frédérique Marcus
- Assistant maquillage : Annick Legout
- Coiffure : Jean-Pierre Caminade
- Directeur général de production : Daniel Champagnon
- Directeur de production : Bernard Marescot et Michel Nicolini
- Directeurs assistants : Olivier Péray
- Deuxième assistant directeur : Luc Étienne
- Son : Louis Gimel et Jean-Paul Loublier
- Éditeurs son : Maurice Laumain
- Assistants éditeurs son : Anne-Laure Lermyte et Michel Trouillard
- Synchronisation : Gilbert Crozet
- Mixeur de son : Jean-Pierre Lelong
- Éditeur dialogue : Jacqueline Mariani
- Effets spéciaux : René Albouze
- Cascades : Michel Norman
- Directeur de plateau : Anny Bartanowski et Gilles Loutfi
- Electriciens : Jean-Claude Basselet et Michel Vocoret
- Directeurs des apprentis : Anne Chauvin et Camille Lipmann
- Scripte : Catherine Prévert
- Attachée de presse : Nicole Sonneville
- Administrateur de production : Louis Trinquier
- Maquillage : Dominique Colladant
- Pays de production :  France
- Format : Couleur - Mono - 35 mm
- Durée : 97 minutes
- Dates de sortie : 
  - France : 14 décembre 1988
- Classification CNC : interdit aux moins de 12 ans[1]

## Distribution
- Alain Delon : Commissaire divisionnaire Eugène Grindel
- Michel Serrault : Commissaire Roger Scatti
- Xavier Deluc : Lutz
- Patrick Catalifo : Péret
- Raymond Gérôme : Le directeur Cazalières
- Serge Reggiani : « Le Stéphanois »
- Roxan Gould : Jennifer
- Stéphane Jobert : Spiero
- Consuelo de Haviland : Corinne
- Bernard Farcy : Latueva
- Féodor Atkine : Stadler
- Dominique Valera : Valles
- Bruno Raffaelli : Zelleim
- Nar Sene : Touré
- Daniel Milgram : Danet
- Laurent Gamelon : L'homme au bébé
- Rémy Kirch : Ginzbaum
- Guy Cuevas : Bessoni, un caïd de la prostitution
- Jean-Pierre Jorris : Loermel
- Jacques Mignot : Malleze
- Daniel Beretta : L'officier de gendarmerie
- Lucien Brams : Luschentini
- Sacha Gordine : Cohen
- David Jalil : L'inspecteur des Stups
- Claude Bakonyi : L'inspecteur de la B.R.I.
- Jacques Pisias : Commissaire Parrare
- Georges Mavros : Le préfet
- Jacques Van Dooren : Le policier âgé
- William Emme : Sous-officier no 1
- Philippe Nahon : Sous-officier no 2
- Jean-Luc Mimault : Le policier radio
- Olivier Marchal : L'ami de Ginsbaum
- Jean Badin : Le médecin légiste (garage)
- Gilles Brissac : Le médecin légiste (hôpital)
- Eric Bouvier : Un jeune policier
- Jean-Louis Foulquier : Le commissaire (hôpital)
- Vivien Savage : Riton

## Autour du film
- Le film est dédié à Jean Gabin.
- À la fin du film, l'on peut voir la carte de police avec la photo d'Alain Delon dans Parole de flic.
- Le tournage s'est déroulé de juin à août 1988.
- La séquence de l'attaque d'une Estafette de la gendarmerie suivie de l'enquête sur place du commissaire Grindel (environ 10 min), a été tournée dans la carrière Lambert de Cormeilles-en-Parisis (Val-d'Oise). Alain Delon y conduit le scraper de carrière no 2 (décapeuse) de marque Caterpillar[2].
- L'intrigue et les personnages du film restent plutôt fidèles au roman de Frédéric H. Fajardie, à une exception notable toutefois : le personnage du commissaire Eugène Grindel a été entièrement modifié. Dans le roman, c'est un policier usé, malade, en fin de carrière et vivant seul. Dans le film, à la demande expresse d'Alain Delon, il est devenu un redoutable commissaire divisionnaire chéri par une jeune femme mannequin.
- Le rôle principal, interprété par Alain Delon, est celui du commissaire Eugène Grindel. Clin d'œil de Frédéric H. Fajardie en hommage au nom et au prénom de naissance de Paul Éluard. Alain Delon, qui n'avait pas fait le rapprochement, prononçait « Grinn'deul ».
- Pour le groupuscule  « Fidélité de la Police » qu'il a créé dans son roman, Frédéric H. Fajardie s'est vraisemblablement inspiré d'Honneur de la Police, une mystérieuse organisation connue pour avoir revendiqué l'assassinat, en 1979, de Pierre Goldman, militant d'extrême gauche basculé dans le grand banditisme. De nombreux journalistes avaient alors prétendu que les corps de police étaient infiltrés par des organisations d'extrême droite[3].
- Dans le film, il est fait plusieurs fois allusion à l'Argentine et à la Triple A (Alliance anticommuniste argentine), un escadron de la mort tenu pour responsable de nombreux assassinats politiques au cours des années 1970.
- Le film sera parodié par les Inconnus dans le sketch Cinéma Cinémas no 2 de la série La Télé des Inconnus, sous le titre : Ne réveillez pas les couilles d'un flic qui dort.
- Lors de sa sortie, le journaliste Nicolas Gauthier, dans le magazine Le Choc du mois, établit un lien entre les positions politiques d'Alain Delon, ses plans de carrière et le film.  En effet, en 1984, à l'occasion des élections européennes, Alain Delon avait apporté son soutien à Jean-Marie Le Pen. À la suite des polémiques, il se tourne ensuite vers Raymond Barre. L'acteur, en tournant ce film, qui présente certaines similitudes de scénarios avec Parole de flic, aurait voulu  « donner des gages de bonne volonté » aux médias, en jouant au policier « chasseur de fascistes », posant en sauveur de la République face à une caricaturale « droite vue par le professeur Choron »[3].